# Лаковица (деревня)
Лаковица (эст. Lakovitsa) — деревня в Эстонии. Находится в уезде Вырумаа.
В 1991—2017 годах (до администратовно-территориальной реформы в Эстонии) деревня находилась в волости Сымерпалу. На 2011 год в деревне проживало 8 человек.